# 가호쿠정
가호쿠정(일본어: 河北町)은 일본 야마가타현 중앙부에 있는 니시무라야마군의 정이다.
이전에는 모가미강 수운의 잇꽃 집산지로 번창했다.

## 역사
원래는 장원이 사가에 장원의 일부였고 사가에씨에 의해 통치되었다. 이후 사라토리씨가 통치했고 이들의 거성으로 야치성이 만들어졌다. 그러나 모가미 요시아키에 의해 시라토리씨는 멸망했고 야치성은 폐성되었다. 이후 가호쿠정 지역은 천령(막부 직할령), 신조번령으로 분할 통치되었다.
- 1954년 10월 1일 - 야치정, 니시자토촌, 미조노베촌, 기타야치촌이 합병해 가호쿠정이 신설되었다.
- 1955년 12월 31일 - 사가에시에서 모토이즈미 지구를 편입하였다.
- 1963년 8월 1일 - 무라야마시에서 아라고야 지구를 편입하였다.

## 경제
일찍이 잇꽃·모시풀의 집적지, 모가미강 수운 교통의 선착장으로 번창했다. 신조번 시대에 하치는 니시무라야마군의 사실상 중심으로 기능했다.

## 인구
|                                              | |
| 가호쿠정의 전국의 연령별 인구 분포（2005년） | 가호쿠정의 연령·남녀별 인구 분포（2005년）                                                                             |
| ■자주색 ― 가호쿠정 ■녹색 ― 일본전국          | ■파랑색 ― 남자 ■빨간색 ― 여자                                                                                          |
| · 가호쿠정（에 해당되는 지역）의 인구추이    | |
| 일본 총무성 통계국 국세조사 결과             | |
|                                              | 기술적 문제로 인해 그래프를 일시적으로 사용할 수 없습니다. 파브리케이터와 미디어위키 위키에 더 자세한 정보가 있습니다. |

## 교통

### 도로
- 국도 제287호선(일본어판)
- 국도 347호선